# 言论或辩论条款
言論或辯論條款 源自《美利堅合眾國憲法》第一條第6款之第1節。該條款規定美國國會兩院議員“除犯叛國罪、重罪和妨害治安罪外，在一切情況下都享有在出席各自議院會議期間和往返於各自議院途中不受逮捕的特權。他們不得因在各自議院發表的演說或辯論而在任何其他地方受到質問。”
該條款預期目的是防止總統或行政部門的其他官員以藉口逮捕成員，以阻止他們以某種方式投票或採取總統可能不同意的其他行動。它還保護成員免受與其公務有關的民事訴訟。
美國許多州憲法中的類似條款保護美國州立法機構的成員，並且世界其他地方的立法者通常同樣受到议会豁免权的保護。

## 判例法例

### 格拉韋爾訴美國案
1971年6月15日，代表阿拉斯加州的民主黨美國參議員麥克·格拉韋爾從《華盛頓郵報》記者本·貝格迪恩的手裡獲得了五角大樓文件的副本。 在接下來的幾天裡，患有失讀症的格拉韋爾在其國會辦公室工作人員的幫助下閱讀和分析了這些文件。 由於擔心他的家會被聯邦調查局的探員突擊檢查，格拉韋爾將這兩大手提箱的五角大樓文件偷渡到了他的參議員辦公室，然後交由一位殘疾的越戰老兵看管。
1971年6月29日晚間，格拉韋爾試圖將這些文件保存進《國會紀錄》。 然而由於法定人數不足，參議院無法召開會議。 但是作為參議院公共建築與場地小組委員會主席的麥克·格拉韋爾召集了小組委員會成員進行會議，他們花了近一個小時的時間將一部分五角大樓文件記入《國會紀錄》中。 後因格拉韋爾的失讀症而中斷，故剩餘的五角大樓文件只是記錄在案。
麥克·格拉韋爾安排由私人出版商燈塔出版社來出版這些五角大樓文件，燈塔出版社是一家隸屬於普救一位神協會旗下的非營利組織。